# Procephalothrix major
Procephalothrix major är en djurart som tillhör fylumet slemmaskar, och som först beskrevs av Ernest F. Coe 1930.  Procephalothrix major ingår i släktet Procephalothrix och familjen Cephalothricidae. Inga underarter finns listade i Catalogue of Life.